# Периев, Новар
Новар Периев — советский хозяйственный, государственный и политический деятель.

## Биография
Родился в 1913 году в Кизыл-Арвате. Член КПСС.
Окончил ВПШ при ЦК КПСС.
До 1937 — чертежник, кассир сберкассы, председатель Осоавиахима Кизыл-Арватского паровозоремонтного завода.
В 1937—1946 — заведующий отделом Кизыл-Арватского горкома ЛКСМ Туркмении, председатель Кизыл-Арватского горисполкома, председатель Бахарденского райисполкома.
В 1946—1949 — председатель Ташаузского облисполкома.
В 1952—1961 — министр текстильной промышленности Туркменской ССР, начальник Управления легкой промышленности Туркменского совета народного хозяйства.
В 1961—1972 — председатель комитета профсоюза рабочих и служащих сельского хозяйства и заготовок Туркменской ССР.
Депутат Верховного Совета Туркменской ССР 2-го и 4-го созывов.
Умер в 1978 году в Ашхабаде.

## Награды
- Орден Трудового Красного Знамени (дважды)
- Орден Знак Почёта